# Lepyrodia drummondiana
Lepyrodia drummondiana är en gräsväxtart som beskrevs av Ernst Gottlieb von Steudel. Lepyrodia drummondiana ingår i släktet Lepyrodia och familjen Restionaceae. Inga underarter finns listade i Catalogue of Life.